# Poza świadomością
Poza świadomością (ang. Soul Survivors, 2001) – amerykański film fabularny o tematyce nadprzyrodzonej. Światowa premiera filmu miała miejsce podczas niemieckiego Oldenburg International Film Festival.

## Fabuła
Cassie, jej chłopak Sean oraz ich przyjaciele, Annabel i Matt, tuż przed rozpoczęciem nauki w college'u wybierają się na całonocną imprezę. Na miejscu pomiędzy Cassie a Mattem, którzy niegdyś byli parą, dochodzi do intymnego zbliżenia. Sytuację z dezaprobatą obserwuje Sean. Podczas drogi powrotnej Cassie usiłuje przekonać ukochanego, że pomiędzy nią a Mattem nie zaszło nic poważnego; wówczas traci kontrolę nad autem i powoduje wypadek, w którym Sean ginie.
Trzy tygodnie później, bohaterka boryka się z poważnymi problemami emocjonalnymi, które w negatywny sposób odbijają się na jej szkolnych stopniach. Na domiar złego zaczyna doświadczać tajemniczych wizji, w których objawia jej się zmarły Sean, a także poznani w feralnym klubie tajemniczy imprezowicze oraz Annabel, tkwiąca w lesbijskim związku z mroczną Raven. Cassie pomocy szuka u Ojca Jude'a, który na jej uniwersytecie pracuje jako pediatra.

## Obsada
| Aktor               | Rola              |
| ------------------- | ----------------- |
| Melissa Sagemiller  | Cassie            |
| Casey Affleck       | Sean              |
| Eliza Dushku        | Annabel           |
| Wes Bentley         | Matt              |
| Angela Featherstone | Raven             |
| Luke Wilson         | Ojciec Jude       |
| Allen Hamilton      | dr. Haverston     |
| Ken Moreno          | szkaradny tancerz |
| Carl Paoli          | mężczyzna w masce |